# 阿斯科夫 (明尼蘇達州)
阿斯科夫（英語：Askov）是一個位於美國明尼蘇達州派恩縣的城市。

## 人口
根據2020年美國人口普查的數據，阿斯科夫的面積為3.26平方千米，皆為陸地。當地共有人口331人，而人口密度為每平方千米102人。